# 로우 증후군
로우 증후군(Lowe syndrome, Oculocerebrorenal syndrome, 로웬증후군, 로웨증후군, 로이증후군이라고도 함)은 남자에게 이환되는 아주 드문 유전질환으로 인체에 중요한 대사장애로 인해 신체적, 정신적, 의학적인 문제들을 유발한다.
증상으로는 선천성 백내장, 녹내장, 고도의 정신 발육지연, 근긴장 저하, 건반사 소실, 경련 발작, 아미노산뇨(尿), 요세관성 세포사(apoptosis), 골연화 등을나타내는 X연쇄성 질환. X염색체 장완 25영역에 있는OCRL-1로 명명된 원인유전자 후보가 클론화되고 있다. 또 미토콘드리아 대사이상이 원인일 가능성도 있다.